# Fire Under My Feet
Fire Under My Feet è un singolo della cantante britannica Leona Lewis, pubblicato nel 2015. 
La canzone anticipa l'uscita del quinto album in studio I Am.
Il brano è stato scritto da Leona Lewis insieme a Toby Gad, ed è uscito nelle radio italiane il 19 giugno 2015.

## Tracce
Download digitale
1. Fire Under My Feet – 3:34